# Kendang (vulkaan)
Kendang (Indonesisch: Gunung Kendang) is een  stratovulkaan op het Indonesische eiland Java in de provincie West-Java.